# Vandavāsi
Vandavāsi är en ort i Indien.   Den ligger i distriktet Tiruvannamalai och delstaten Tamil Nadu, i den södra delen av landet, 1 800 km söder om huvudstaden New Delhi. Vandavāsi ligger 79 meter över havet och antalet invånare är 31 530.
Terrängen runt Vandavāsi är platt, och sluttar österut. Runt Vandavāsi är det tätbefolkat, med 397 invånare per kvadratkilometer. Närmaste större samhälle är Cheyyar, 18,6 km norr om Vandavāsi. Omgivningarna runt Vandavāsi är en mosaik av jordbruksmark och naturlig växtlighet.